# Selwyn Jepson
Selwyn Jepson (Londra, 25 novembre 1899 – Petersfield, 10 marzo 1989) è stato uno scrittore, sceneggiatore e regista inglese.
La maggior parte delle sue opere, sia letterarie che cinematografiche, appartiene al genere giallo.

## Biografia
Selwyn era il figlio del giallista Edgar Jepson e di Frieda Holmes, figlia del musicista Henry Holmes.
Jepson studiò alla St. Paul's School a Londra e successivamente alla Sorbona. Fu un carrista nella prima guerra mondiale e un membro del SOE nella seconda.
L'esordio nella narrativa gialla avvenne nel 1922 con The Qualified Adventurer. Nel ventennio successivo pubblicò numerosi mystery, di cui I Met Murder (1930, Tutto iniziò con un calice spezzato) è uno dei più riusciti, e oltre 150 racconti per riviste inglesi e americane, tra cui By the Sword (1938). Negli anni trenta scrisse anche diverse sceneggiature originali e adattamenti per il cinema britannico tra cui la versione cinematografica realizzata nel 1936 di The Scarab Murder Case (1930, La dea della vendetta) di S. S. Van Dine. Jepson, che nel 1940 aveva dato alle stampe l'acclamato Keep Murder Quiet, nel dopoguerra proseguì l'attività letteraria pubblicando, oltre a gialli senza personaggio fisso, una mezza dozzina di romanzi con protagonista l'investigatrice dilettante Eve Gill, che resta la sua creazione più famosa ed è l'eroina del film di Alfred Hitchcock Paura in palcoscenico (1950), tratto da Man Running (1948). Negli anni cinquanta Jepson scrisse ancora qualche sceneggiatura cinematografica e in seguito radiodrammi e sceneggiati televisivi.

## Opere letterarie
- The Qualified Adventurer (1922)
- Puppets of Fate (1922)
- Golden-Eyes (1922), (titolo USA The Sutton Papers)
- That Fellow MacArthur (1923)
- The King's Red-Haired Girl (1923)
- Rogues and Diamonds (1925)
- Snaggletooth (1926)
- The Death Gong (1927)
- Love and Helen (1928)
- Tiger Dawn (1929)
- I Met Murder (1930)
  - Tutto iniziò con un calice spezzato, Polillo, Milano 2012
- Rabbit's Paw (1932) (titolo USA The Mystery of the Rabbit's Paw)
- Heads and Tails (1933) raccolta di racconti
- Love in Peril (1934)
- The Wise Fool (1934)
- Keep Murder Quiet (1940)
  - Tutto quadra, Il Giallo Mondadori n 188, 1952
- Riviera Love Story (1948)
- Man Running (1948), (titolo USA Outrun the Constable). Pubblicato nel 1950 in paperback come Killer by Proxy
  - Paura in palcoscenico, A. Martello, Milano 1951
- Tempering Steel (1949)
- Man Dead (1951)
- The Assassin (1956)
- A Noise in the Night (1957)
- The Third Possibility (1965)
- The Angry Millionaire (1968)
- Letter to a Dead Girl (1971)

## Sceneggiatore e regista
- The Red Dress (1954) sceneggiatore
- The Last Moment (1954) sceneggiatore
- Forever My Heart (1954) sceneggiatore
- Sailing Along (1938) sceneggiatore
- Toilers of the Sea (1936) regista, sceneggiatore
- Well Done, Henry (1936) sceneggiatore
- Wrath of Jealousy (1936) sceneggiatore
- The Scarab Murder Case (1936) sceneggiatore
- Kiss Me Goodbye (1935) sceneggiatore
- Hyde Park Corner (1935) sceneggiatore
- The Love Test (1935) sceneggiatore
- The Riverside Murder (1935) sceneggiatore
- Money Mad (1934) sceneggiatore
- For Love of You (1933) sceneggiatore